# Singalangia sternalis
Singalangia sternalis är en spindelart som beskrevs av Pekka T. Lehtinen 1981. Singalangia sternalis ingår i släktet Singalangia och familjen Tetrablemmidae. Inga underarter finns listade i Catalogue of Life.